# (9935) 1986 CP1
A (9935) 1986 CP1 a Naprendszer kisbolygóövében található aszteroida. Henri Debehogne fedezte fel 1986. február 4-én.